# Baltasar Álvarez Restrepo
Baltasar Álvarez Restrepo (* 29. Juni 1901 in Sonsón, Kolumbien; † 26. März 1988) war ein römisch-katholischer Geistlicher.
Álvarez Restrepo wurde am 20. Dezember 1930 durch Eugène Jacques Philippe Crépin, Weihbischof in Paris, zum Diakon und am 29. Juni 1931 von Jean Verdier PSS, Erzbischof von Paris, zu Priester für das Erzbistum Manizales geweiht.
Papst Pius XII. ernannte ihn am 7. Mai 1949 zum Titularbischof von Amyzon und Weihbischof in Manizales. Am 29. Juni 1951 weihte Luis Concha Córdoba, Bischof von Manizales, ihn zum Bischof. Mitkonsekratoren waren Bernardo Botero Álvarez, Bischof von Santa Marta, und Emilio de Brigard Ortiz, Weihbischof in Bogotá. Am 18. Dezember 1952 ernannte Papst Pius XII. ihn zum ersten Bischof von Pereira. Papst Paul VI. nahm am 1. Juli 1976 seinen Rücktritt an.
Álvarez Restrepo nahm an allen vier Sitzungsperioden des Zweiten Vatikanischen Konzils als Konzilsvater teil.